# Parafia bł. Stefana Kardynała Wyszyńskiego w Szeligach
Parafia błogosławionego Stefana Kardynała Wyszyńskiego w Szeligach – parafia rzymskokatolicka należąca do dekanatu laseckiego, archidiecezji warszawskiej, metropolii warszawskiej Kościoła katolickiego. Została ustanowiona 23 maja 2024 roku dekretem arcybiskupa metropolity warszawskiego, kardynała Kazimierza Nycza.

## Proboszczowie parafii
- ks. Tomasz Paśko (2024–obecnie)